# حمام سواسره
حمام سواسره مربوط به دوره قاجار است و در شهرستان ساری، بخش چهاردانگه دهستان چهاردانگه روستای سواسره واقع شده و این اثر در تاریخ ۹ بهمن ۱۳۸۶ با شمارهٔ ثبت ۲۰۶۷۲ به‌عنوان یکی از آثار ملی ایران به ثبت رسیده است. به تازگی در حال بازسازی شدن است.